# Limnophila borchi
Limnophila borchi là một loài ruồi trong họ Limoniidae. Chúng phân bố ở miền Australasia.